# Mount Ngerchelchuus
De Mount Ngerchelchuus, ook Mount Makelulu, is met een hoogte van 242 meter boven de zeespiegel het hoogste punt van Palau. De top ligt in het zuiden van de staat Ngardmau, bij de grens met Ngeremlengui, op het eiland Babeldaob en is bereikbaar te voet of per terreinwagen.
Aan de voet van de berg ligt een van de oudste bosgebieden van Palau, waarin veel inheemse vogelsoorten leven.